# Nordwestinsel
Nordwestinsel är ett berg i Antarktis. Det ligger i Östantarktis. Norge gör anspråk på området. Toppen på Nordwestinsel är 1 881 meter över havet.
Terrängen runt Nordwestinsel är kuperad åt sydväst, men åt nordost är den platt. Trakten är obefolkad. Det finns inga samhällen i närheten.